# Aminoacyl-tRNA-synthetase
Aminoacyl-tRNA-synthetasen zijn enzymen die de verestering van aminozuren (of hun precursor) met tRNA's tot aminoacyl-tRNA regelen. 
Een aminoacyl-tRNA-synthase bindt zijn specifieke aminozuur aan een van de bijhorende tRNA's. 
Er zijn 20 verschillende aminoacyl-tRNA-synthetasen waarvan elk hoort bij een tRNA waarvan het anticodon bij het codon van zijn aminozuur past.

## Mechanisme
Aminoacyl-tRNA-synthetase koppelt een aminozuur aan het bijbehorende tRNA aan zijn 3'-OH. Allereerst wordt door middel van hydrolyse een AMP-groep aan de carboxylgroep van het aminozuur gekoppeld, waardoor een geadenyleerd aminozuur ontstaat. Hierbij komt pyrofosfaat vrij. Het geadenyleerde aminozuur wordt aan de hydroxylgroep aan de of 3'-OH van het tRNA gekoppeld. Dit gebeurt door de vorming van een esterverbinding tussen het aminozuur en het tRNA-molecuul, waardoor het aminoacyl-tRNA-molecuul ontstaat. De AMP-groep die aan het aminozuur was gekoppeld, wordt hierbij weer losgekoppeld. 
Het aminozuur kan ook aan de 2'-OH gekoppeld worden. In dit geval vindt er een transesterificatie plaats die het aminozuur verplaatst naar de 3' positie. 
De esterverbinding tussen het aminozuur en het tRNA is hoog energetisch. Deze energie wordt benut bij de translatie, de vorming van een polypeptideketen. De hoog energetische binding wordt in dit proces verbroken en de energie wordt gebruikt om een peptidebinding met een ander aminozuur aan te gaan. 